# Gare d'Ogna
La gare d'Ogna est une gare ferroviaire norvégienne de la ligne de Jær, située au village d'Ogna, sur la commune d'Hå. 
Mise en service en 1878, c'est une halte ferroviaire de la Norges Statsbaner (NSB). Elle est distante de 58.41 km du terminus de la gare de Stavanger.

## Situation ferroviaire
Établie à 4,4 m d'altitude, la gare d'Ogna est située sur la ligne de Jær entre les gares de Brusand et de Sirevåg.

## Histoire
La station d'« Ogne » est mise en service le 1er mars 1878, elle prend le nom d'Ogna le 1er juin 1919. Elle devient une halte sans personnel permanent le 1er mai 1965.

## Service des voyageurs

### Accueil
C'est une halte ferroviaire sans personnel ni billetterie, mais disposant d'un abri pour les voyageurs.

### Desserte
Ogna est desservie par des trains locaux en direction d'Egersund et de Stavanger

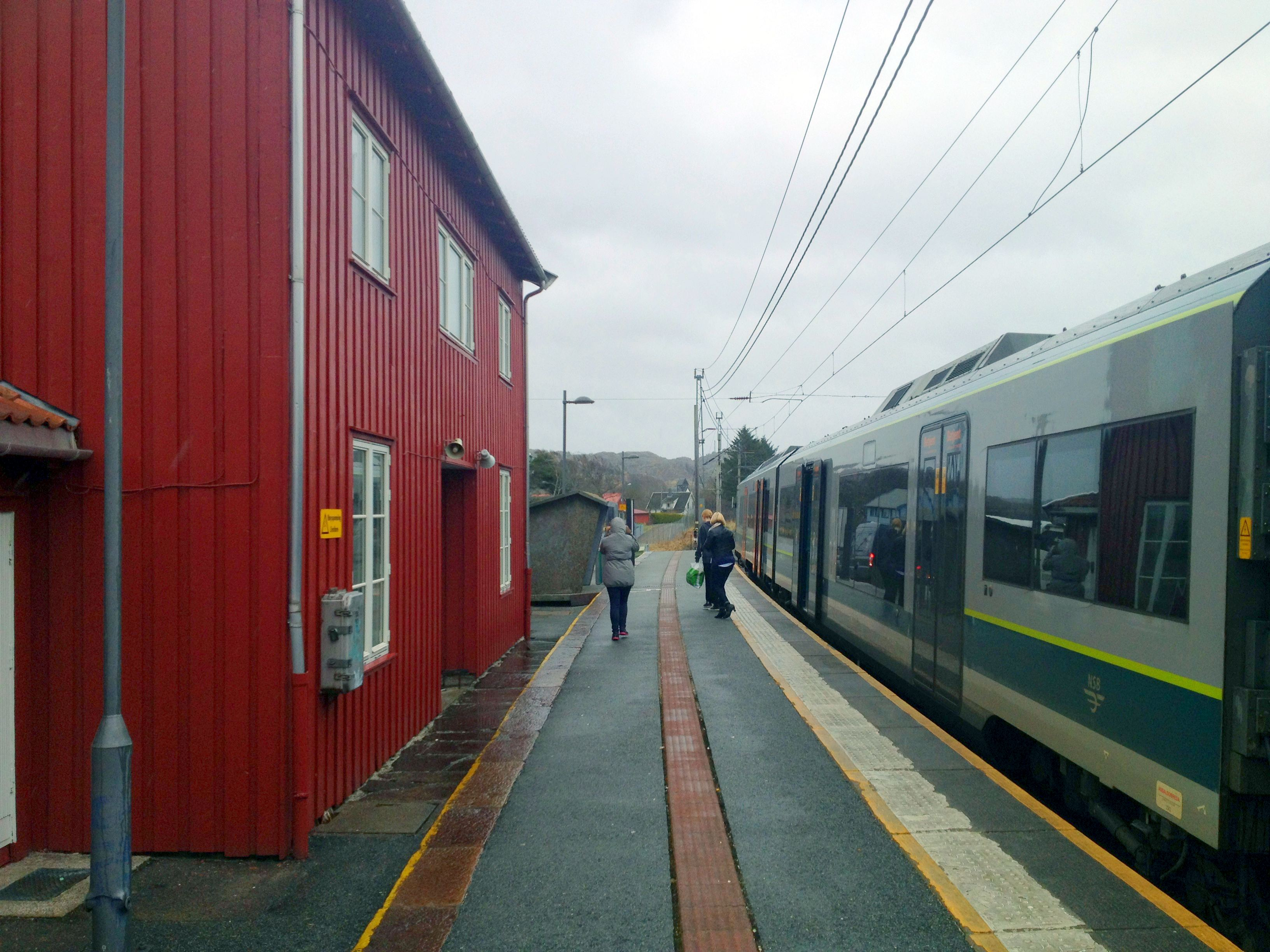
Train à Ogna en 2013

### Intermodalité
Un parking pour les véhicules y est aménagé.